# Nazionale di slittino della Repubblica Ceca
La nazionale di slittino della Repubblica Ceca è la rappresentativa nazionale della Repubblica Ceca in tutte le manifestazioni dello slittino, dalle Olimpiadi ai mondiali, passando per gli europei e la Coppa del Mondo.
Raggruppa tutta gli slittinisti di nazionalità ceca selezionati dagli appositi organi ed è attualmente posta sotto l'egida della Českomoravská Sáňkařská Asociace (CSA); sono inoltre previste squadre giovanili, che prendono parte ai Giochi olimpici giovanili, ai mondiali juniores, alle Coppe del Mondo juniores e giovani, nonché a tutte le altre manifestazioni internazionali di categoria.

## Storia
La Repubblica Ceca nacque ufficialmente il 1º gennaio 1993, in seguito alla "rivoluzione di velluto", così definita per via del carattere non violento che assunse tale rivolta popolare, che nel 1989 diede il via alla caduta del regime comunista in Cecoslovacchia, trasformandola in repubblica federale e che tre anni più tardi portò alla pacifica separazione in due distinte nazioni: la Repubblica Slovacca ed appunto quella Ceca. In conseguenza di ciò cessò di esistere anche la nazionale cecoslovacca, che fece la sua ultima apparizione ai campionati mondiali di Calgary 1993, e dalle sue ceneri nacquero due differenti nazionali: quella slovacca e quella ceca.
Già dalla stagione 1993/94 gli atleti cechi iniziarono a partecipare alle più importanti competizioni di slittino quali rappresentanti della nuova nazionale, come ai campionati europei di Schönau am Königssee 1994 in cui ottennero i migliori risultati nel singolo femminile con il sedicesimo posto di Michaela Donalova ed il diciannovesimo in quello maschile con Frantisek Pekar, ma non presentò alcun suo rappresentante ai Giochi di Lillehammer 1994.
A tutt'oggi gli slittinisti cechi non hanno mai ottenuto alcun podio in una competizione internazionale; ai Giochi olimpici la partecipazione degli atleti della Repubblica Ceca è stata piuttosto sporadica ed anche i risultati ottenuti non furono quasi mai di alto livello; il miglior piazzamento mai raggiunto è stato il tredicesimo posto a Soči 2014 nel doppio da Antonín Brož e Lukáš Brož; nel singolo femminile la migliore posizione mai ottenuta è stata quella di Markéta Jeriová a Salt Lake City 2002 che concluse diciannovesima, mentre è Ondřej Hyman con il venticinquesimo posto a Vancouver 2010, poi bissato a Soči 2014, a detenere la migliore performance di uno slittinista ceco nel singolo uomini. Nella gara a squadre disputata a Soči 2014 la formazione ceca composta da Hyman, dai due Brož e da Vendula Kotenová ha concluso la prova in nona posizione.